# Karol Kondraciuk
Karol Kondraciuk (ur. 22 stycznia 1987) – polski lekkoatleta, trójskoczek.

## Osiągnięcia
W 2004 ustanowił rekord Polski juniorów młodszych w trójskoku skacząc na odległość 15.60m. Poprzedni rekord był niepobity przez 32 lata. Uzyskana odległość była drugim w Europie oraz jedenastym wynikiem na świecie w kategorii do 17 lat. W 2005 odpadł w eliminacjach podczas mistrzostw Europy juniorów z powodu kontuzji. Reprezentant kraju w meczach międzypaństwowych juniorów i młodzieżowców.

## Barwy klubowe
od 2002 do 2005 - AZS AWF Biała Podlaska
od 2005 do 2012 - AZS-AWF Kraków

## Rekordy życiowe
Na stadionie
- trójskok – 16,02 m (28 czerwca 2008, Rostock GER)
- skok wzwyż - 2,00 m (30 września 2006, Kraków)
- skok w dal – 7,44 m (5 lipca 2005, Bydgoszcz)
- 100m - 11,10 s (15 maja 2004, Lublin)

W hali
- trójskok – 15,96 m (12 lutego 2012, Łódź)
- skok w dal - 7,19m (28 stycznia 2005, Spała)